# Gulnora Sharafutdinova
Gulnora Sharafutdinova –en ruso, Гюльнора Шарафутдинова– (5 de enero de 1966) es una deportista soviética que compitió en piragüismo en la modalidad de aguas tranquilas. Ganó dos medallas en el Campeonato Mundial de Piragüismo: plata en 1985 y bronce en 1989, ambas en la prueba de K4 500 m.

## Palmarés internacional
| Campeonato Mundial | Campeonato Mundial | Campeonato Mundial | Campeonato Mundial |
| Año                | Lugar              | Medalla            | Evento             |
| ------------------ | ------------------ | ------------------ | ------------------ |
| 1985               | Malinas (Bélgica)  | Medalla de plata   | K4 500 m           |
| 1987               | Duisburgo (RFA)    | Medalla de bronce  | K4 500 m           |